# Diamant (lanciatore)
Il razzo Diamant fu il primo razzo vettore di costruzione francese e il primo lanciatore di satelliti artificiali costruito al di fuori di Unione Sovietica e Stati Uniti.
Il Diamant derivò dal programma militare Pietre Preziose, con cui erano stati sviluppati diversi tipi di razzi (Agathe, Topaze, Émeraude, Rubis e Saphir) che tra il 1961 e il 1965 erano serviti a collaudare i motori, i propellenti e i sistemi di volo che sarebbero stati impiegati sul primo lanciatore nazionale. Il Diamant fu costruito in tre successive versioni denominate A, B e BP4. Tutte avevano tre stadi e la capacità di porre un carico di 160 kg in orbita bassa terrestre a 200 km di altezza.
Con il suo primo lancio, nel 1965, pose in orbita con successo il primo satellite francese, Astérix.

## Diamant A
Fu la prima versione del razzo Diamant. Restò in servizio dal 1965 al 1967 e tutti i lanci vennero effettuati dalla base di Hammaguir in Algeria. Il Diamant A era composto da tre stadi; aveva una lunghezza di 18,95 metri, un diametro di 1,34 metri e pesava 18,4 tonnellate. Il primo usavano un bipropellente liquido, con dimetildrazina asimmetrica come combustibile e tetraossido di diazoto come comburente, mentre il secondo e il terzo stadio erano alimentati da propellente solido.
Su quattro lanci effettuati con il Diamant A tre ebbero successo e riguardarono i satelliti Astérix, Diapason e Diademe.

## Diamant B
Fu una versione migliorata del Diamant A e aveva un primo stadio più potente. Restò in servizio dal 1970 al 1972 e i lanci vennero effettuati dalla base di Kourou nella Guyana francese. Venne usato per effettuare cinque lanci, di cui tre ebbero successo. Il Diamant B era composto da tre stadi, aveva una lunghezza complessiva di 3,50 metri, un diametro di 1,50 metri e un peso di circa 27 tonnellate.

## Diamant BP4
Questa versione aveva un secondo stadio nuovo e usava il primo e terzo stadio della versione precedente. Il Diamant BP4 aveva una lunghezza complessiva di 21,60 metri, un diametro di 1,40 metri e pesava complessivamente 26,3 tonnellate. Con questa versione vennero effettuati tre lanci nel 1975 che ebbero successo pieno e riguardarono i satelliti Starlette, Castor e Pollux e Aura.